# ذي سماعة (المخادر)

تعديل مصدري - تعديل

ذي سماعة هي إحدى قرى عزلة الوادي بمديرية المخادر التابعة لمحافظة إب، بلغ تعداد سكانها 77 نسمة حسب تعداد اليمن لعام 2004.